# Pitara subcosta
Pitara subcosta är en fjärilsart som beskrevs av Walker 1858. Pitara subcosta ingår i släktet Pitara och familjen nattflyn. Inga underarter finns listade i Catalogue of Life.